# Termometer
Termométer ali toplomér je priprava za merjenje temperature. Delovanje termometrov temelji na temperaturni odvisnosti neke lastnosti snovi (npr. prostornine, električne prevodnosti ipd.).
Termometer je naprava, ki meri temperaturo ali temperaturni gradient. Termometer ima dva pomembna elementa: (1) temperaturni senzor (npr. žarnica termometra z živosrebrnim steklom ali pirometrični senzor v infrardečem termometru), pri katerem se nekaj spremeni s spremembo temperature; in (2) nekatera sredstva za pretvorbo te spremembe v numerično vrednost (npr. vidno lestvico, ki je označena na termometru iz živega srebra v steklu ali digitalni odčitek na infrardečem modelu). Termometri se pogosto uporabljajo v tehnologiji in industriji za spremljanje procesov, v meteorologiji, medicini in znanstvenih raziskavah.
Nekatera načela termometra so bila grškim filozofom znana že pred dva tisoč leti. Za izum prvega termometra je običajno zaslužen italijanski zdravnik Santorio Santorio (Sanctorius, 1561-1636) [2], vendar je bila njegova standardizacija končana v 17. in 18. stoletju. [3] [4] [5]
Infrardeči termometer je vrsta pirometra (bolometer). 
Medtem ko posamezni termometer lahko meri stopnjo vročine, odčitkov na dveh termometrih ni mogoče primerjati, če niso v skladu z dogovorjeno lestvico. Danes obstaja absolutna termodinamična temperaturna lestvica. Mednarodno dogovorjene temperaturne lestvice so zasnovane tako, da to natančno približajo na podlagi fiksnih točk in interpolacijskih termometrov. Najnovejša uradna temperaturna lestvica je Mednarodna temperaturna lestvica iz leta 1990. Razprostira se od 0,65 K (-272,5 ° C; -458,5 ° F) do približno 1,358 K (1,085 ° C; 1,985 ° F).

## Vrste termometrov
- kapljevinski termometer
- plinski termometer
- alkoholni termometer
- živosrebrni termometer
- kovinski termometer
- uporovni termometer
- termopar (termočlen)
- infrardeči termometer
- Galilejev termometer